# ترکن (نورداغی)
ترکن (به ترکی استانبولی: Terken) یک منطقهٔ مسکونی در ترکیه است که در نورداغی واقع شده‌است. ترکن ۶۲۱ نفر جمعیت دارد و ۱٬۰۱۰ متر بالاتر از سطح دریا واقع شده‌است.